# فرانسواز دوبون
فرانسواز دوبون (به فرانسوی: Françoise d'Eaubonne) نویسنده قرن بیستم میلادی اهل فرانسه بود.